# 2017 MB7
2017 MB7 là một thiên thể bên ngoài sao Hải Vưong và tiểu hành tinh Damocloid nằm trên một quỹ đạo giống sao chổi từ hệ Mặt trời bên ngoài, khoảng 6 kilômét (3,7 dặm) đường kính. Nó được cuộc khảo sát Pan-STARRS tại Đài thiên văn Haleakala ở Hawaii, Hoa Kỳ quan sát lần đầu tiên vào ngày 22 tháng 6 năm 2017. Đối tượng không bình thường này có điểm viễn nhật nhật tâm lớn nhất so với bất kỳ hành tinh nhỏ nào, thậm chí lớn hơn so với 2014 FE72.

## Quỹ đạo và phân loại
2017 MB7 quay quanh Mặt trời ở khoảng cách 4,5 -6,082 AU cứ sau 167.878 năm một lần (bán trục chính 3043 AU). Quỹ đạo của nó có độ lệch tâm 0,9985 và độ nghiêng 56 ° so với đường hoàng đạo.
Vì nó có độ lệch tâm cao hơn 0,5, vật thể ở xa được Trung tâm Hành tinh nhỏ gắn nhãn cho nó là một vật thể khác thường. Nhóm Johnston Archive phân loại nó với các tiểu hành tinh damocloid, do các yếu tố quỹ đạo cực đoan của nó và một T<sub id="mwIw">Jupiter</sub> nhỏ hơn 2, trong khi trong Cơ sở dữ liệu thiên thể nhỏ của JPL, nó là một thiên thể bên ngoài sao Hải Vương với trục bán chính của nó còn lớn hơn trục bán chính của sao Hải Vương.
Đó là một tiểu hành tinh xa xôi và lập dị nhất được quay quanh Mặt trời, khác nhau về khoảng cách từ Mặt trời so với quỹ đạo của nó bằng 99,89% từ một chút trong quỹ đạo của Sao Mộc, đến hơn 7.000 lần khoảng cách Trái đất so với Mặt trời. Mặc dù quỹ đạo của nó kéo dài tới đám mây Oort bên trong, nhưng nó có thể không phải là thành viên của đám mây này, vì nó tiến rất gần Sao Thổ, ngụ ý Sao Thổ đã bắt được một vật thể Oort Cloud trước đây trên quỹ đạo này, hoặc nó là một hành tinh Centaur bị sao Thổ đẩy ra từ một quỹ đạo nhỏ hơn nhiều. Tuy nhiên, không thể chiếu quỹ đạo của nó đủ xa vào quá khứ để xác định kịch bản nào là đúng.